# Michael Smith Ortegón Salazar
Michael Smith Ortegón Salazar (Bogotá, Colombia, 2 de enero de 1992) es un economista y profesor colombiano. Estudió Administración de Empresas en la Institución Universitaria Para el Desarrollo Humano, UNINPAHU, Maestría en Economía Social, en la Universidad La Gran Colombia, en Bogotá. Ha sido profesor de teoría económica, macroeconomía, contabilidad, finanzas, investigación e innovación en UNINPAHU, Universidad ECCI, Secretaría de Educación,Universidad EAN y también ha sido decano de la Facultad de Ciencias Económicas y Administrativas de la Universidad UNINPAHU en Colombia (desde 2020). Ha publicado artículos de investigación en revistas especializadas en temas como la alienación laboral y la anomia en las organizaciones, la pertinencia de la educación y el desempleo en Colombia. Además, ha realizado múltiples análisis para medios de comunicación como Forbes, Portafolio, El Tiempo, El Espectador, Revista Semana, Infobae, La República, La Tercera, entre otras, donde ha analizado diversos temas políticos y económicos. 

## Principales aportes
En su investigación Impacto del salario mínimo y otros factores económicos en el desempleo en Colombia: un estudio empírico del período 1993-2021 estableció el impacto que el salario mínimo y otros factores económicos tienen sobre el desempleo en Colombia durante el período 1993-2021, a través de la especificación de un modelo econométrico de mínimos cuadrados ordinarios (MCO). La investigación aporta un modelo econométrico que tienen excelentes resultados en cuanto a la significancia estadística, tanto puntual como conjunta, de las variables, demostrando que el salario mínimo sí tiene relación con la tasa de desempleo en Colombia durante el período observado, el cual tiene efectos cíclicos en los períodos 1993-2000, 2001-2015 y 2016-2021, tanto positivos como negativos. Así mismo, se descubrió la relación lineal positiva entre la formación bruta de capital fijo y la tasa de desempleo, en Colombia para el período 1993-2021, de tal manera que la formación bruta de capital fijo es un factor económico que, si aumenta, puede combatir el desempleo en el país. 
Además del MCO planteado, Ortegón planteó una discusión en torno a tres factores que pueden tener como consecuencia la variación de la tasa de desempleo: el salario, especificado a través del salario mínino, la dinámica de la economía, representada a través de la tasa de crecimiento del PIB, y la formación de capital, especificada a través de la formación bruta de capital fijo. Estos factores, para Ortegón, pueden explicar la variación de la tasa de desempleo de los últimos 28 años para el caso colombiano. Estos factores fueron deducidos por Ortegón gracias al análisis de unos de los autores más representativos del pensamiento económico como son Adam Smith, David Ricardo, Alfred Marshall, Léon Walras y Carl Menger, replanteando las discusiones de estos sobre el desempleo, viéndolo como consecuencia del salario natural y el estado de la economía, por un lado, y el salario de eficiencia, la regulación de los salarios y el carácter no económico de las prestaciones sociales, por el otro.  
Ha discutido el concepto de alienación de Karl Marx; en su investigación Alienación y Anomia: dolores de la sociedad contemporánea, Ortegón presentó la correlación entre alienación laboral y anomia en el trabajo. El estudio concluyó que sólo un número reducido de los trabajadores estudiados presentó niveles de alienación laboral. pero no de anomia y que, por lo tanto, no existe una correlación directa entre alienación y anomia, por lo menos en el contexto laboral estudiado. Este es uno de los primeros estudios que intenta operacionalizar el concepto de alienación de Marx y de anomia de Émile Durkheim en un contexto laboral, a través de un enfoque simple pero esclarecedor.  
En otras publicaciones, en medios de comunicación, habla sobre el aumento de la inflación, durante el período 2020-2023 (crisis cóvid-19) y sus impactos en la economía colombiana. Según Ortegón, el aumento de la inflación se debe a la caída de la productividad en la economía colombiana, lo que ha llevado a un exceso de dinero en circulación. También destaca la importancia de la educación y la formación de capital para mejorar la productividad y el crecimiento económico en Colombia. Así como la importancia de combatir la inflación a través de la subida de tasa de interés y la implementación de mecanismos empresariales y fiscales que aumenten la productividad de los mercados.